# McKinleyville (Kalifornija)
McKinleyville je naseljeno područje za statističke svrhe u američkoj saveznoj državi Kalifornija. Prema popisu stanovništva iz 2010. u njemu je živjelo 15.177 stanovnika.